# Nephrotoma subalterna
Nephrotoma subalterna là một loài ruồi trong họ Ruồi hạc (Tipulidae). Chúng phân bố ở vùng sinh thái Nearctic.